# Spieckern
Spieckern ist ein Weiler im Wuppertaler Wohnquartier Herbringhausen im Stadtbezirk Langerfeld-Beyenburg in Nordrhein-Westfalen in Deutschland. Der Weiler liegt in unmittelbarer Nachbarschaft des Weilers Walbrecken.

## Geografie
Der von agrarisch genutzten Hochflächen umgebene Ort liegt auf 311 m ü. NHN südlich von Beyenburg. Der Hengstener Bach entspringt im Ort. Im Weiler ist eine Reitsportanlage und der Löschzug Wallbrecken der Freiwilligen Feuerwehr beheimatet.
Spieckern ist Ausgangspunkt von mehreren markierten Wanderwegen. Der Wuppertaler Rundweg, sowie der rheinische Jakobsweg durchqueren den Weiler.

## Geschichte
Im Mittelalter gehörte das 1471 erstmals urkundlich erwähnte Spieckern neben 15 weiteren Höfen zur Honschaft Walbrecken im Kirchspiel Lüttringhausen des Amtes Beyenburg. 1547 sind zwei Wohnstätten belegt. Der Hof war zu dieser Zeit Teil des Hofverbands Mosblech, der ein Allod der bergischen Herzöge war. 1715 wird der Weiler auf der Topographia Ducatus Montani als Spickert bezeichnet.
1815/16 lebten 77 Einwohner im Ort. 1832 war Spieckern weiterhin Teil der Honschaft Walbrecken, die nun der Bürgermeisterei Lüttringhausen angehörte. Der laut der Statistik und Topographie des Regierungsbezirks Düsseldorf als Dorfschaft bezeichnete Ort wurde Spicker genannt und besaß zu dieser Zeit 17 Wohnhäuser und elf landwirtschaftliche Gebäude. Zu dieser Zeit lebten 106 Einwohner im Ort, zehn katholischen und 96 evangelischen Glaubens. Im Gemeindelexikon für die Provinz Rheinland von 1888 werden 13 Wohnhäuser mit 105 Einwohnern angegeben.